# Олів'є Мерсон

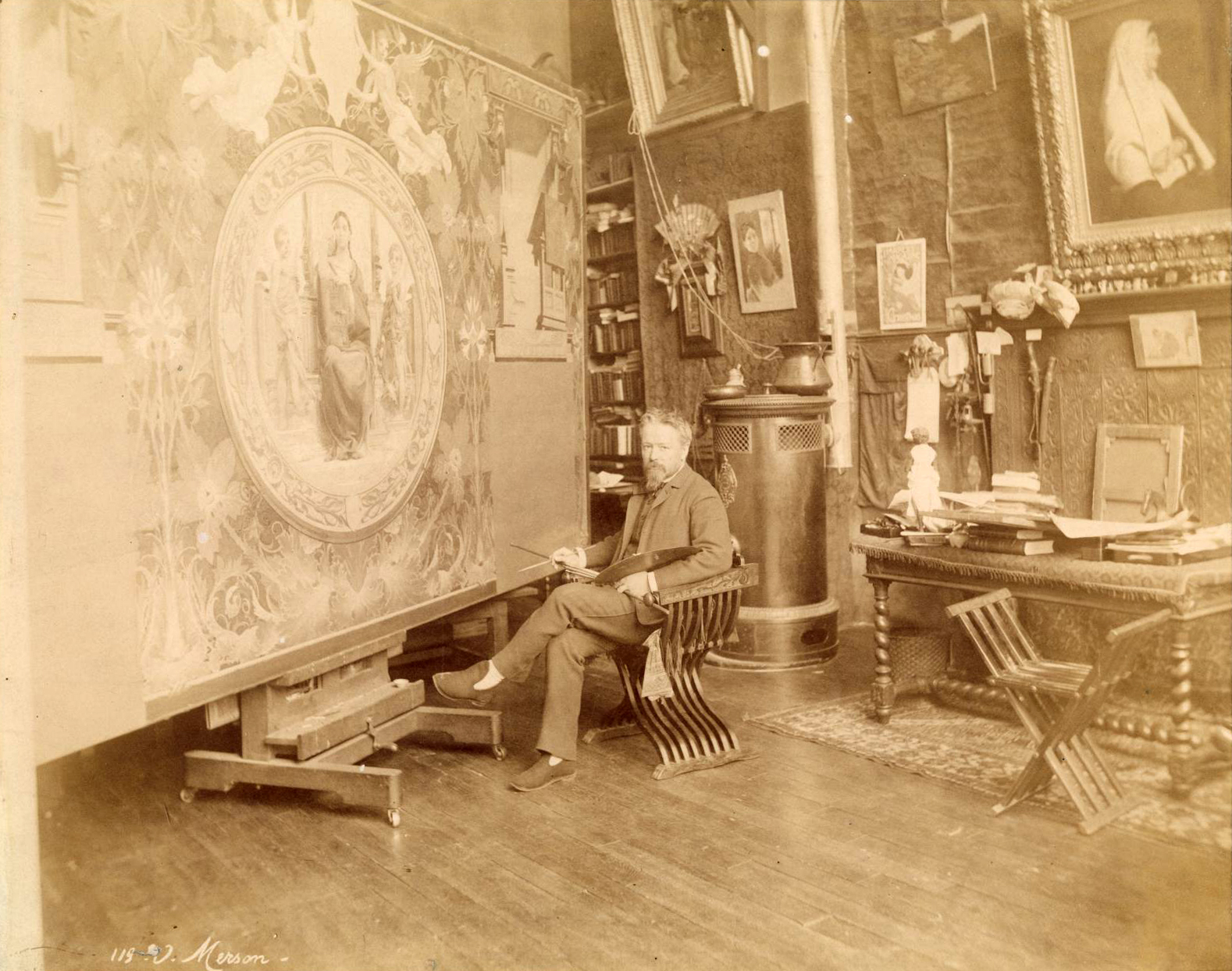
Люк-Олів'є Мерсон

Олів'є Мерсон, (фр. Luc-Olivier Merson, нар.21 травня 1846, Париж — пом.13 листопада 1920), — французький художник, педагог, викладач у Школі образотворчого мистецтва, ілюстратор.

## Біографія
Першою картиною, яка принесла визнання та отримала Римську премію у 1869 році, була Солдат Марафону. Олів'є Мерсон отримує медаль першого ступеня на Салоні французьких художників у 1875 році та золоту медаль на Всесвітній виставці у 1889 році.
У 1892 році він був обраний до Академії мистецтв.
З 1906 року по 1911 рік був керівником майстерні у Школі образотворчого мистецтва.
В 1891 році нагороджений орденом Почесного легіону, а посмертно у 1920 році став Командором цього ордену.
Незадовго до своєї смерті, він отримав почесну медаль Салону художників за всі його роботи.
Уславився своїми релігійними та історичними композиціями.

## Відомі учні
- Анна Білінська

## Галерея

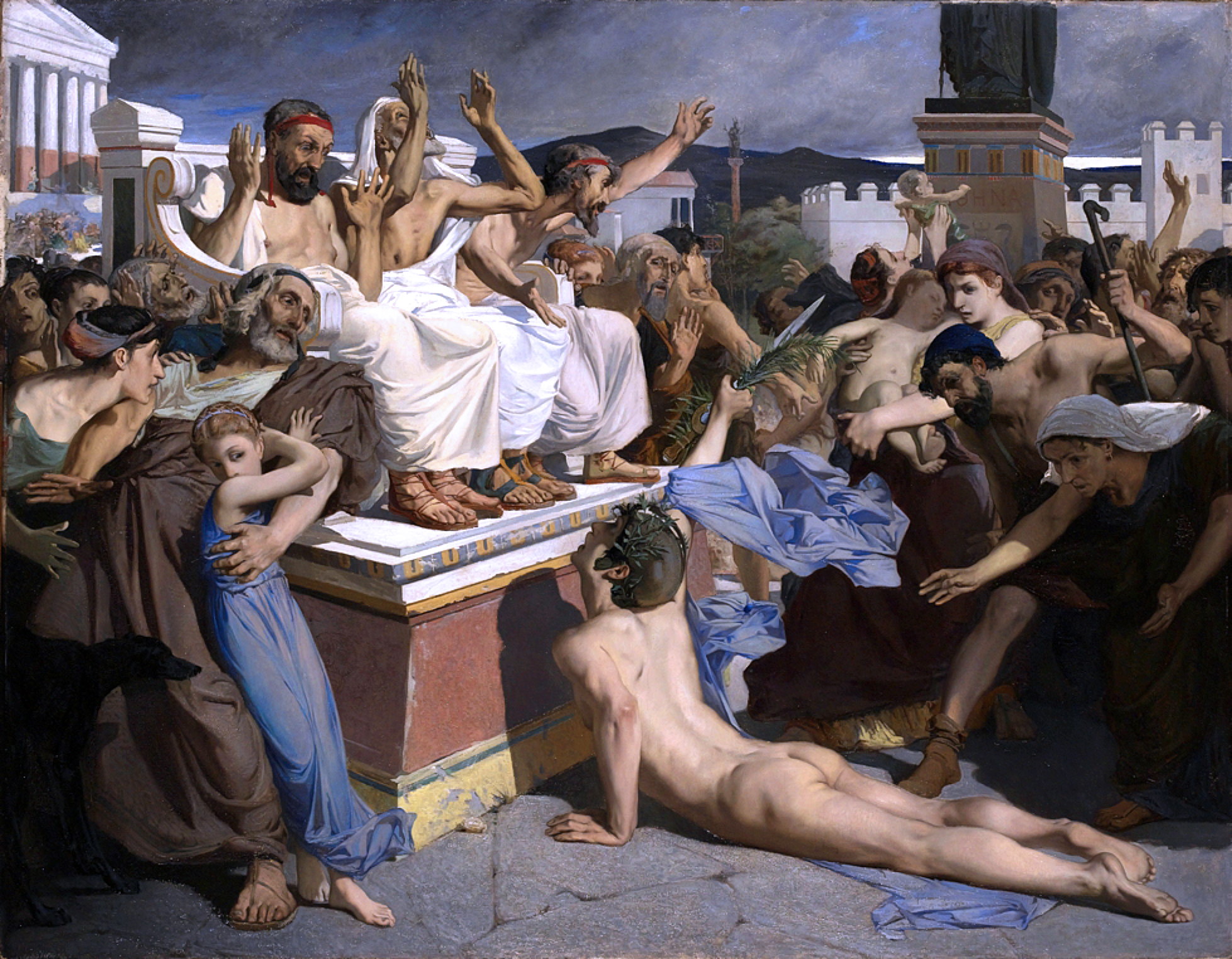
Солдат Марафону.
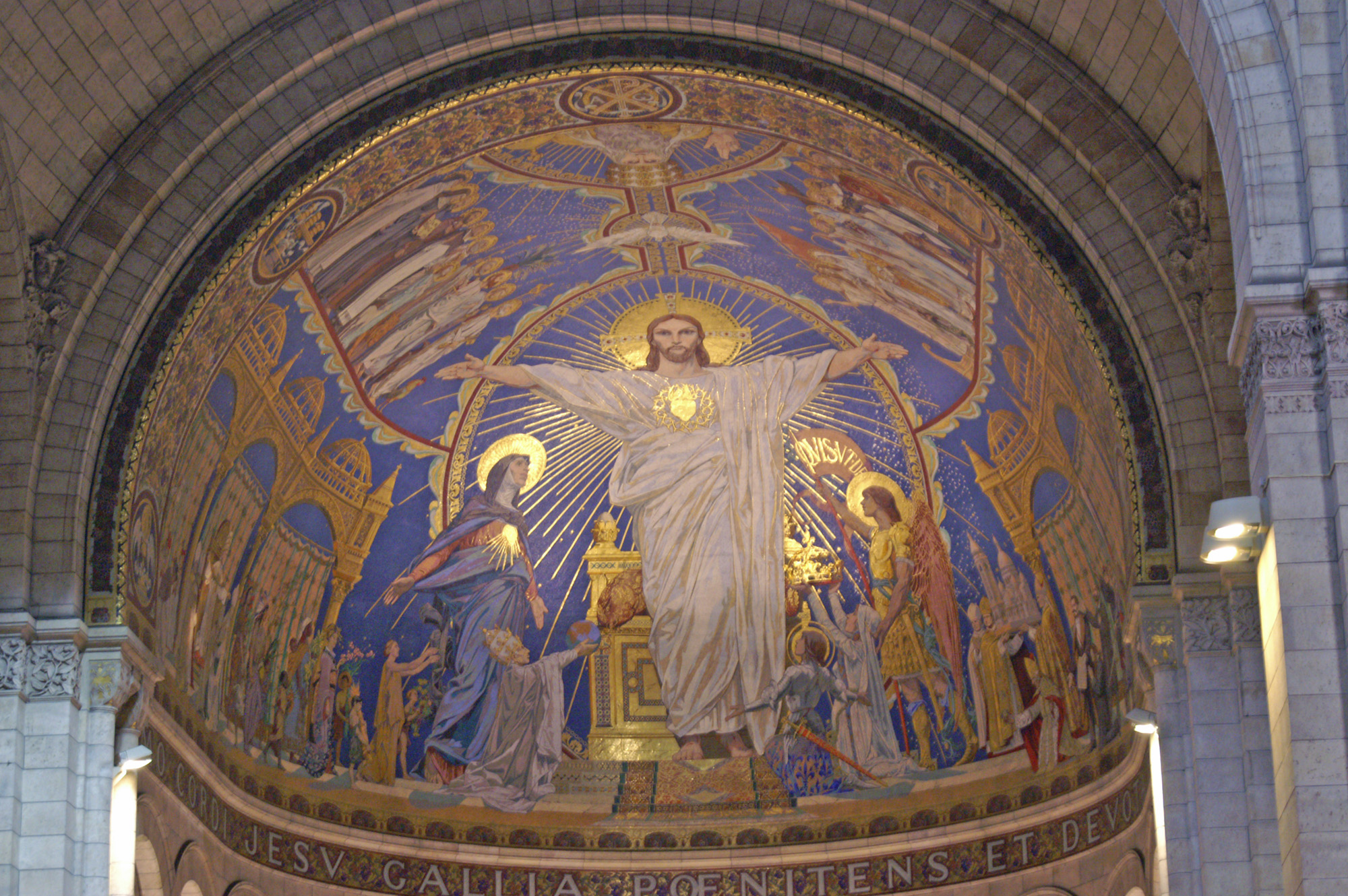
Мозаїка(у співавторстві) Базиліки Сакре-Кер.
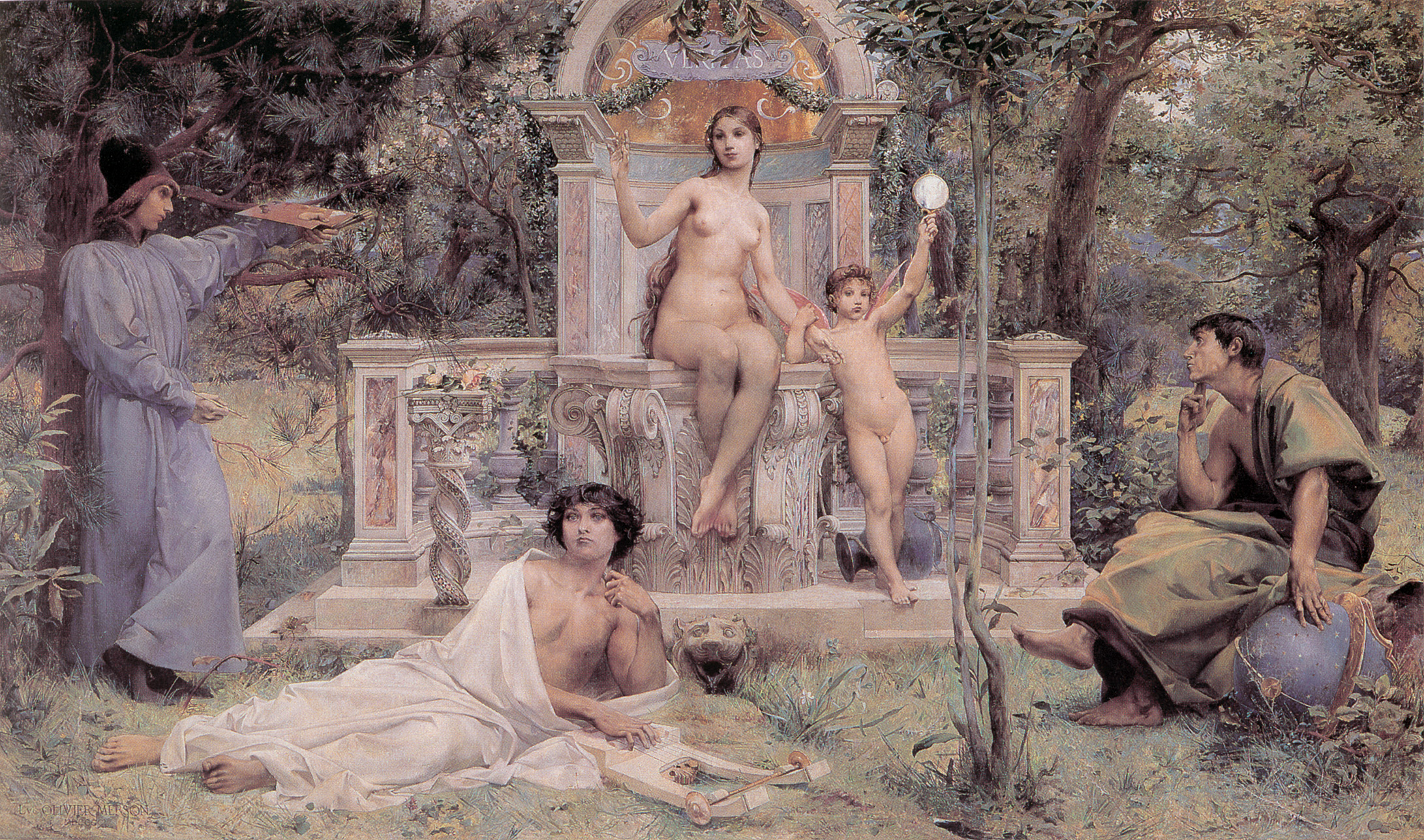
Правда.